# Aplicativos COVID-19

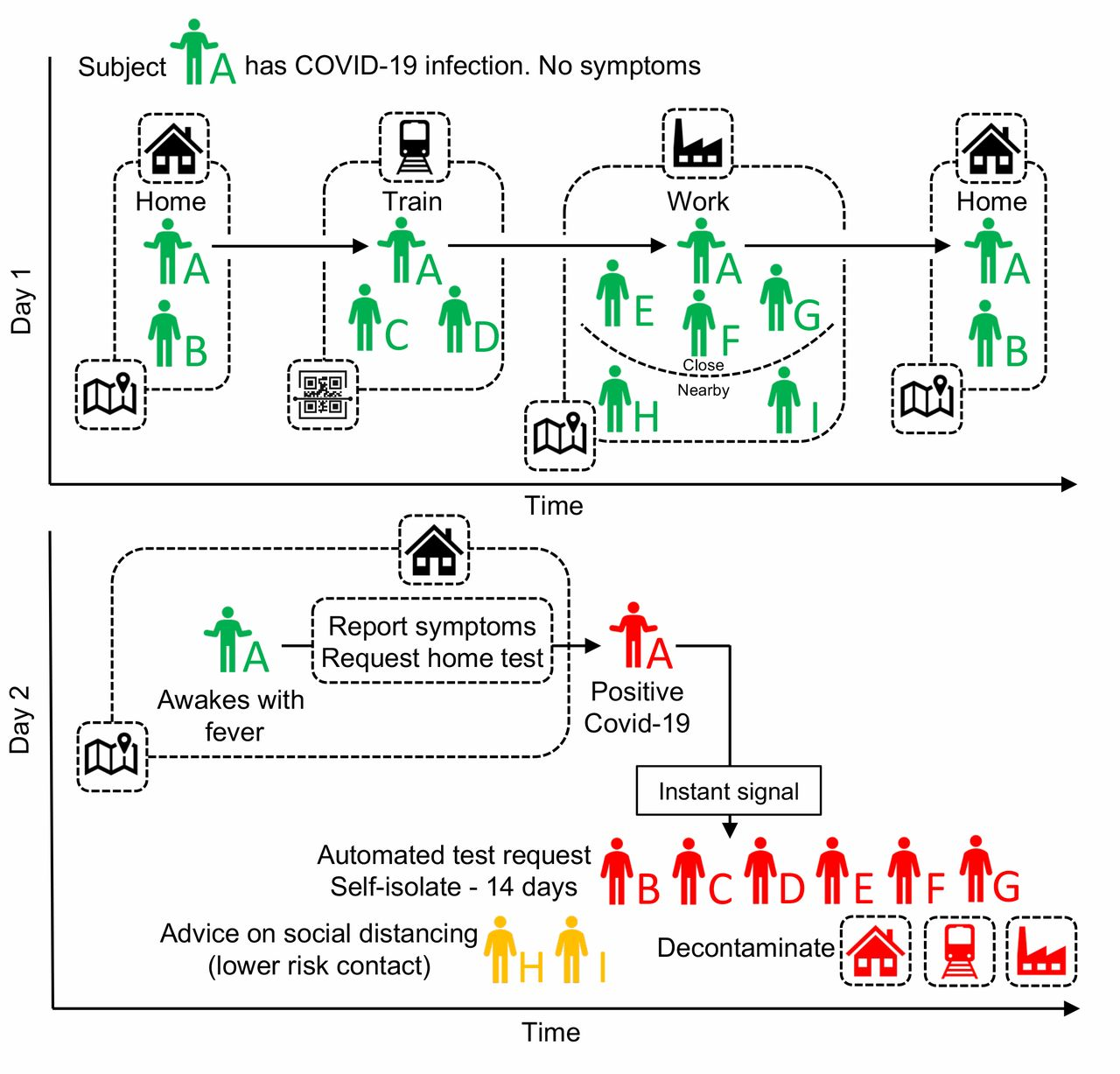
Um esquema de rastreamento de contato do COVID-19 baseado em um aplicativo

Um COVID-19-App é um aplicativo de software móvel projetado para auxiliar na detecção de contatos na Pandemia de COVID-19 através de um processo de identificação de indivíduos que podem estar em contato ou esteve com uma pessoa infectada.
Os aplicativos visam conter a propagação do coronavírus. Inúmeras aplicações foram desenvolvidas ou propostas para esse fim, com apoio oficial do governo em algumas áreas e jurisdições. Os sistemas baseados no rastreamento da localização geográfica dos usuários de aplicativos levantaram preocupações com a privacidade. As alternativas incluem o uso de sinais bluetooth e pacotes de dados criptografados para registrar a proximidade do usuário com outros celulares. Em 10 de abril de 2020, o Google e a Apple anunciaram em conjunto que integrariam a funcionalidade para oferecer suporte a aplicativos Bluetooth diretamente em seus sistemas operacionais Android e iOS.

## Exemplos

#### Índia
O aplicativo indiano Aarogya Setu é o que mais foi baixado: tinha 127 milhões de downloads até o fim de julho. Mesmo assim, só atingiu 9% da população da Índia. Dessa forma, a chance de um possível infectado ser notificado sobre a contaminação é menor que 1%. O país é o 3º em número de casos e o 5º em mortes. Outras críticas incluem o fato de o aplicativo coletar mais dados que o necessário e os compartilhar com o governo.

#### Alemanha
Já a tecnologia da Alemanha, o Corona-Warn-App, apesar das preocupações iniciais com a privacidade e a segurança dos dados, até o dia 1 de julho de 2020 foi baixado por mais de 14 milhões de pessoas, o aplicativo tem o 2º maior número de downloads e chegou a atingir 19,8% dos habitantes. Os especialistas acreditam que o tempo economizado usando o aplicativo pode ser crítico para melhorar os esforços de rastreamento de contatos e a eficácia.
O uso do aplicativo é voluntário e o governo diz que ele está em conformidade com as rigorosas leis de privacidade da Alemanha. Ele funciona utilizando o Bluetooth para trocar códigos com usuários de aplicativos que ficam a 1,5 metros um do outro por um período de pelo menos 10 minutos. Qualquer pessoa que seja positiva para COVID-19 pode compartilhar essas informações voluntariamente com o aplicativo. Outros usuários do aplicativo são notificados sobre quando, quanto tempo e a que distância eles tiveram contato com a pessoa infectada dentro de um período de 14 dias. O teste está disponível para usuários de forma voluntária. Os empregadores podem exigir que o Corona-Warn seja instalado nos telefones da empresa, mas não podem obrigar seu uso em telefones particulares.

##### Brasil
O aplicativo ConecteSUS alcançou cerca de 4,7% da população brasileira. Além do rastreamento, uma funcionalidade implantada recentemente, é possível verificar sintomas e ajudar o usuário a identificar casos suspeitos e onde procurar ajuda médica. No entanto, houve críticas quanto a isso. Falhas no design, que poderiam dificultar o uso, e falta de dados atualizados também foram identificadas por usuários.

Outro aplicativo brasileiro é o Guardiões da Saúde, que surgiu para o monitoramento do Distrito Federal, mas pode ser utilizado em outros Estados e países. Brant sugere que esse aplicativo é um exemplo a ser usado dentro de instituições, como é o caso da UnB. Seria uma espécie de “vigilância institucional”, na qual haveria o monitoramento de casos e de contaminações dentro do espaço de trabalho e estudo.